# Бой при Мартинике (1780)
Бой при Мартинике (1780), англ. Battle of Martinique, также фр. Combat de la Dominique — бой между кораблями английского флота адмирала Родни и французского, адмирала де Гишена, у острова Мартиника, во время Американской революционной войны. Первый крупный бой, где была попытка нарушить линейную тактику.

## Предыстория
В начале 1780 года и Англия, и Франция послали в Вест-Индию подкрепления, а с ними новых командующих. Обе стороны ожидали генерального сражения, и уделили театру больше внимания, чем зимой. В январе граф де Гишен (фр. de Guichen) повел конвой (83 «купца») и эскадру из 16 линейных кораблей и 4 фрегатов на смену ла Мотт-Пике́ (фр. Toussaint-Guillaume de la Motte-Picquet), а в марте на место Хайд Паркера прибыл Родни.
Де Гишен официально вступил в командование 22 марта, и на следующий же день пошёл к Сент-Люсии, рассчитывая застать её врасплох. Но Хайд Паркер расположил имевшиеся 16 кораблей на якоре, защитив гавань. Де Гишен, имея 22 корабля, отказался от нападения и вернулся на Мартинику, где встал на якорь 27 марта. В тот же день на Сент-Люсию пришёл Родни с 4 линейными, доведя суммарную линию британцев до 20.
13 апреля 1780 года де Гишен вышел с Мартиники с 23 линейными кораблями, имея на борту 3000 войск. Его намерением было выманить Родни в море, затем оторваться и захватить десантом один из британских островов — Сент-Люсию или Барбадос, смотря по обстановке. Родни получил сведения о его выходе и немедленно вышел сам. 16 апреля он обнаружил противника, лавирующего с подветренной стороны Мартиники (см. схему 1). Сам Родни находился с юго-востока, и начал маневрировать, чтобы выиграть ветер (что к вечеру удалось) и представить противнику регулярную линию. Сближение было слишком медленно, и бой в тот день не состоялся. В течение ночи Родни поддерживал контакт и сохранял выстроенную линию.

### Замысел Родни

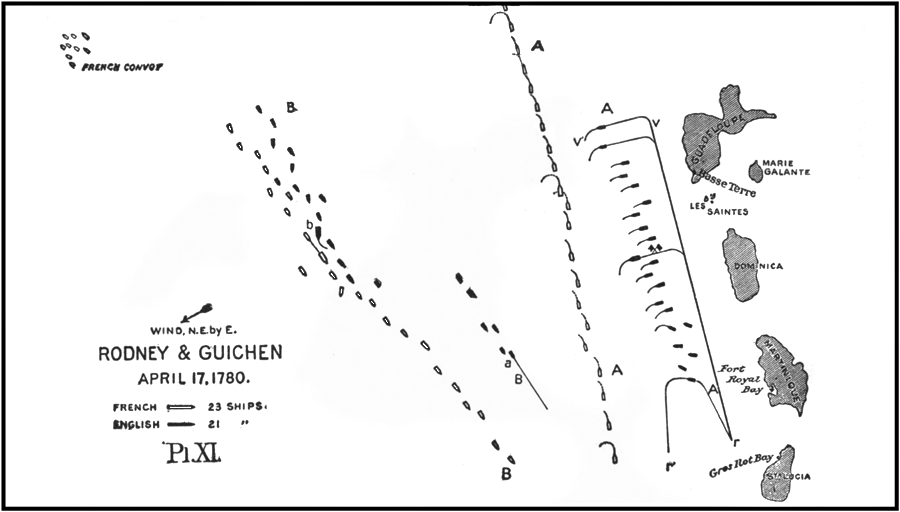
XI. общий план боя

Недавно одержавший решительную победу в Битве при лунном свете, причём одержавший погоней, Родни был нацелен разгромить французский флот, полагая бои за конвои второстепенными. Зная, что силы примерно равны и что линейные бои при этом редко приносят решительную победу, Родни намеревался создать превосходство над противником на одном участке. Вместо того чтобы, согласно линейной тактике, ставить авангард против авангарда, центр против центра, а арьергард против арьергарда, он задумал атаковать двумя дивизионами против арьергардного дивизиона французов. Он рассчитывал прорезать линию противника, после чего передовые корабли того будут вынуждены выбираться на ветер, если захотят оказать помощь отрезанным. За это время он собирался разбить арьергард.
Но здесь сказались личные качества 62-летнего Родни. Всегда отличавшийся, кроме несомненного тактического гения, экстравагантностью и дурным характером, он в своём высокомерии не счёл нужным подробно объяснить капитанам нестандартный замысел. Он также упустил из виду, что имеющийся набор сигналов не позволяет выражать мысли так же свободно, как речь или письменный приказ.

## Ход боя

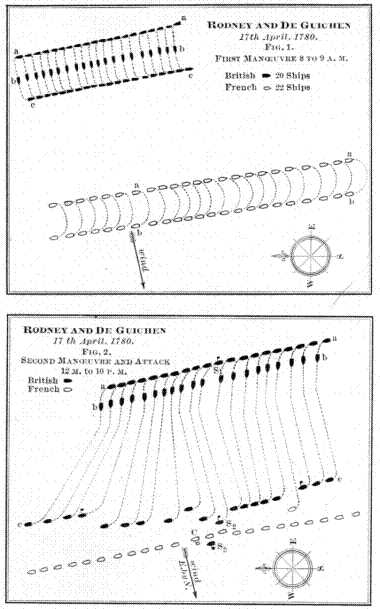
1 — 2. Манёвры сближения и атака (по Мэхэну-Кловсу)

17 апреля 1780 года флоты были уже далеко под ветром Мартиники; оба шли правым галсом, кильватерными колоннами в целом на север, вдоль цепи Подветренных островов. Французы были по носу и с подветра у англичан, те несли все возможные паруса. Когда Родни счёл, что нужная позиция достигнута, он поднял сигнал уваливаться на восемь румбов и спускаться всеми силами на центр и арьергард противника (1, поз b-b; XI, поз. A-A). Де Гишен, увидев опасность своим концевым, скомандовал поворот фордевинд «все вдруг», стремясь выправить положение. Родни, видя что его попытка не удалась, в 10:10 утра привелся ещё на восемь румбов и лег на курс SE, параллельно противнику но уже на левом галсе. Около 11:00 он снова сделал сигнал приготовиться к бою, а спустя примерно час, в 11:50, ещё один:

Каждому кораблю спускаться на своего противника во вражеской линии, согласно ст. 21 Дополнения к боевым инструкциям.
По его собственным словам, это должно было значить «на корабль, находящийся в тот момент напротив». В рапорте о бое он писал: «В сходящихся линиях я имел бы возможность моим авангардом завязать бой с ведущими кораблями противного центра, а весь британский флот имел бы перед собой только две трети флота противника». Позднее он утверждал, что когда во второй раз увалился, линия французов была очень растянута (а он держал дистанции в 2 каб), и если бы его приказ был выполнен, он мог уничтожить центр и арьергард раньше, чем авангард успел бы привестись.
Но капитан головного HMS Stirling Castle, Каркетт (англ. Robert Carkett) понял приказ в духе старой линейной тактики, где «противником» был соответствующий по номеру корабль противостоящей линии. Очевидно, он был не одинок. Когда Stirling Castle направился к головному французу (2, поз. a), за ним последовали ещё шесть или семь британских кораблей. В итоге бой вылился в обмен залпами корабль-корабль, которого Родни как раз стремился избежать.
План Родни был полностью нарушен, но это его не остановило. Хотя шансы на победу резко уменьшились, он не колеблясь повёл свой флагман, HMS Sandwich, против флагмана де Гишена La Couronne (80) и следующий за ним Actionnaire (64), пытаясь выиграть бой традиционной канонадой. Он сделал это так решительно, что на некоторое время оба флагмана оторвались от своих и сражались друг с другом без поддержки (2, поз. S2−С2). Около 2:30 пополудни, то ли благодаря собственному напору, то ли стремлению французов разорвать дистанцию, Родни оказался даже с подветра французской линии и её флагмана (2, поз. S3). К тому времени Actionnaire был уже выбит из линии 90-пушечным Sandwich; та же судьба постигла и следующий корабль, вероятно Intrépide (74), пытавшийся закрыть образованный разрыв. В это время Родни указал своему флаг-капитану Янгу (англ. Walter Yong), что HMS Yarmouth и HMS Cornwall, обстенив марсели, держат дистанцию с наветра по носу. Сигналом им было приказано сблизиться и вступить в ближний бой. Оба выполнили приказ.
Де Гишен расценил этот ход как намеренную попытку прорыва, и сигналом скомандовал флоту увалиться, чтобы восстановить линию. Родни, однако, понял его намерение иначе. Его рапорт гласит: «Бой в центре продолжался до 4:15 пополудни, когда мсье Гишен с Couronne, а также Triomphant и Fendant, после полуторачасового боя с Sandwich, отошли. Превосходство нашего огня, а также отвага офицеров и матросов, позволили выдержать столь неравный бой…» После отворота французов бой прекратился.

## Последствия
Флоты не потеряли ни одного корабля. Потери Sandwich в людях составили 18 убитыми и 59 ранеными — едва ли не больше всех у англичан. Баланс потерь, однако, был в их пользу : 120 убитых, 354 раненых против 222 и 537 у французов, соответственно, то есть примерно 2 к 3. Это говорит не только о лучшей артиллерийской подготовке, но и о привычке стрелять в корпус, а не по рангоуту.
Результаты боя в целом были неопределённые. Французские отчёты довольно скупы, но де Гишен признает, что британцы имели возможность прорвать его линию. Родни в своих рапортах Адмиралтейству, а также в записке с выговором капитану Каркетту, полностью возлагал ответственность на непонимание приказов подчинёнными и снимал вину с себя. Так, он писал, что его «…капитаны, за малым исключением, не заняли надлежащих им позиций… считаю своим долгом уведомить Ваши милости, что 17-го флагман Его величества не получил должной поддержки». Мэхэн считает также, что подготовка флота была не на лучшем уровне, и Родни, «будучи в командовании недавно, не может нести за это ответственности». Кловс высказался примерно в том же духе. Некоторые современные авторы более взвешены, и говорят, что винить ли плохие отношения командующего с его людьми, или ограниченный набор доступных сигналов, вопрос спорный. Но остаётся фактом, что адмирал не смог ни довести как следует свои намерения до подчинённых, ни вдохновить их примером, как до, так и во время боя. Профессиональные же военные в подобной ситуации пользуются максимой: «Нет плохих частей, есть только плохие командиры».
Позже, в опубликованном в прессе письме, Родни похвалил пятерых капитанов, в том числе Янга, Боера (Albion), Дугласа (Terrible), Хултона (Montague), и Моллоя (Trident). Примечательно, что последний в 1794 году попал под разбирательство за неподобающее поведение по результатам Славного Первого июня. Одновременно Родни публично обвинил в упущенной победе своих младших флагманов — Хайд Паркера и Роули.
В общей картине войны бой почти ничего не изменил. Высадка французов, куда бы она ни была нацелена, сорвалась. Нанести им решительного поражения Родни не смог. Де Гишен дословно выполнил инструкции морского министерства: «держаться в море, пока возможно, и не рисковать без явного преимущества». Он ушёл на Доминику для ремонта. Родни исправил повреждения в море и пошёл к Фор-де-Франс, с намерением перехватить французов там. Но этого не случилось до 15 мая, и новая стычка окончилась нерешительно.
Ожидаемого генерального сражения в 1780 году не состоялось, ситуация в Вест-Индии осталась в неустойчивом равновесии. Бой 17 апреля вошёл в историю как пример упущенных возможностей.

## Силы сторон
| Британская эскадра   | Британская эскадра       | Британская эскадра                                | Французская эскадра | Французская эскадра | Французская эскадра                 |
| Корабль (пушек)      | Командир                 | Примечание                                        | Корабль (пушек)     | Командир            | Примечание                          |
| Авангард             | Авангард                 | Авангард                                          | Авангард            | Авангард            | Авангард                            |
| -------------------- | ------------------------ | ------------------------------------------------- | ------------------- | ------------------- | ----------------------------------- |
| Stirling Castle (64) | Robert Carkett           |                                                   | ?                   |                     |                                     |
| Ajax (74)            | Samuel Uvedale           |                                                   | ?                   |                     |                                     |
| Elizabeth (74)       | Frederik Lewis Maitland  |                                                   | ?                   |                     |                                     |
| Princess Royal (90)  | Harry Harmood            | флагман авангарда, контр-адмирал сэр Хайд Паркер  | ?                   |                     |                                     |
| Albion (74)          | George Bowyer            |                                                   | ?                   |                     |                                     |
| Terrible (74)        | John Douglas             |                                                   | ?                   |                     |                                     |
| Trident (64)         | Anthony James Pye Molloy |                                                   | ?                   |                     |                                     |
| Greyhound (28)       | William Dickson          | фрегат                                            |                     |                     |                                     |
| Центр                |                          |                                                   |                     |                     |                                     |
| Grafton (74)         | Thomas Newnham           | коммодор Thomas Collingwood                       | ?                   |                     |                                     |
| Yarmouth (64)        | Nathaniel Bateman        |                                                   | Sphinx (64)         |                     |                                     |
| Cornwall (74)        | Timothy Edwards          |                                                   | ?                   |                     |                                     |
| Sandwich (90)        | Walter Young             | флагман, вице-адмирал сэр Джордж Родни            | Couronne (80)       | Mithon de Genouilly | флагман, вице-адмирал граф де Гишен |
| Suffolk (74)         | Abraham Crespin          |                                                   | Actionnaire (64)    |                     |                                     |
| Boyne (70)           | Charles Cotton           |                                                   | Intrépide (74)      |                     |                                     |
| Vigilant (64)        | Sir George Home          |                                                   | ?                   |                     |                                     |
| Venus (36)           | John Fergusson           | фрегат                                            | ?                   |                     |                                     |
| Pegasus (28)         | John Bazely              | фрегат                                            |                     |                     |                                     |
| Deal Castle (24)     | William Fook             | post-ship                                         |                     |                     |                                     |
| Арьергард            |                          |                                                   |                     |                     |                                     |
| Vengeance (74)       | John Holloway            | коммодор Уильям Хотэм                             | ?                   |                     |                                     |
| Medway (60)          | William Affleck          |                                                   | Triomphant (74)     |                     |                                     |
| Montagu (74)         | John Houlton             |                                                   | ?                   |                     |                                     |
| Conqueror (74)       | Thomas Watson            | флагман арьергарда контр-адмирал сэр Джошуа Роули | ?                   |                     |                                     |
| Intrepid (64)        | Hon. Henry St. John      |                                                   | ?                   |                     |                                     |
| Magnificent (74)     | Джон Эльфинстон          |                                                   | Fendant (74)        |                     |                                     |
| Andromeda (28)       | Henry Bryne              | фрегат                                            | ?                   |                     |                                     |
| Centurion (50)       | Richard Brathwaite       | для прикрытия концевых                            | ?                   |                     |                                     |